# Рождественский гусь

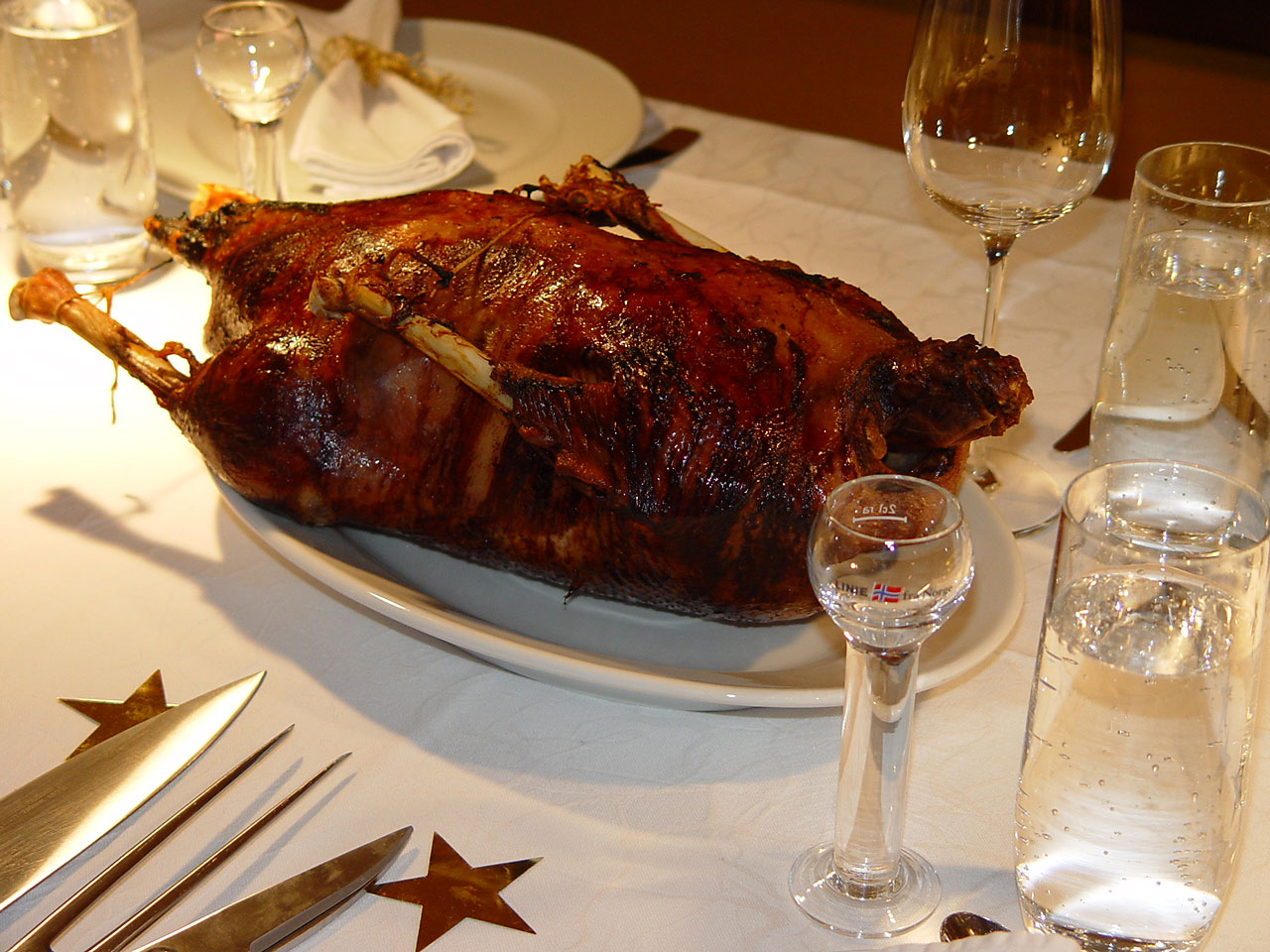
Рождественский гусь

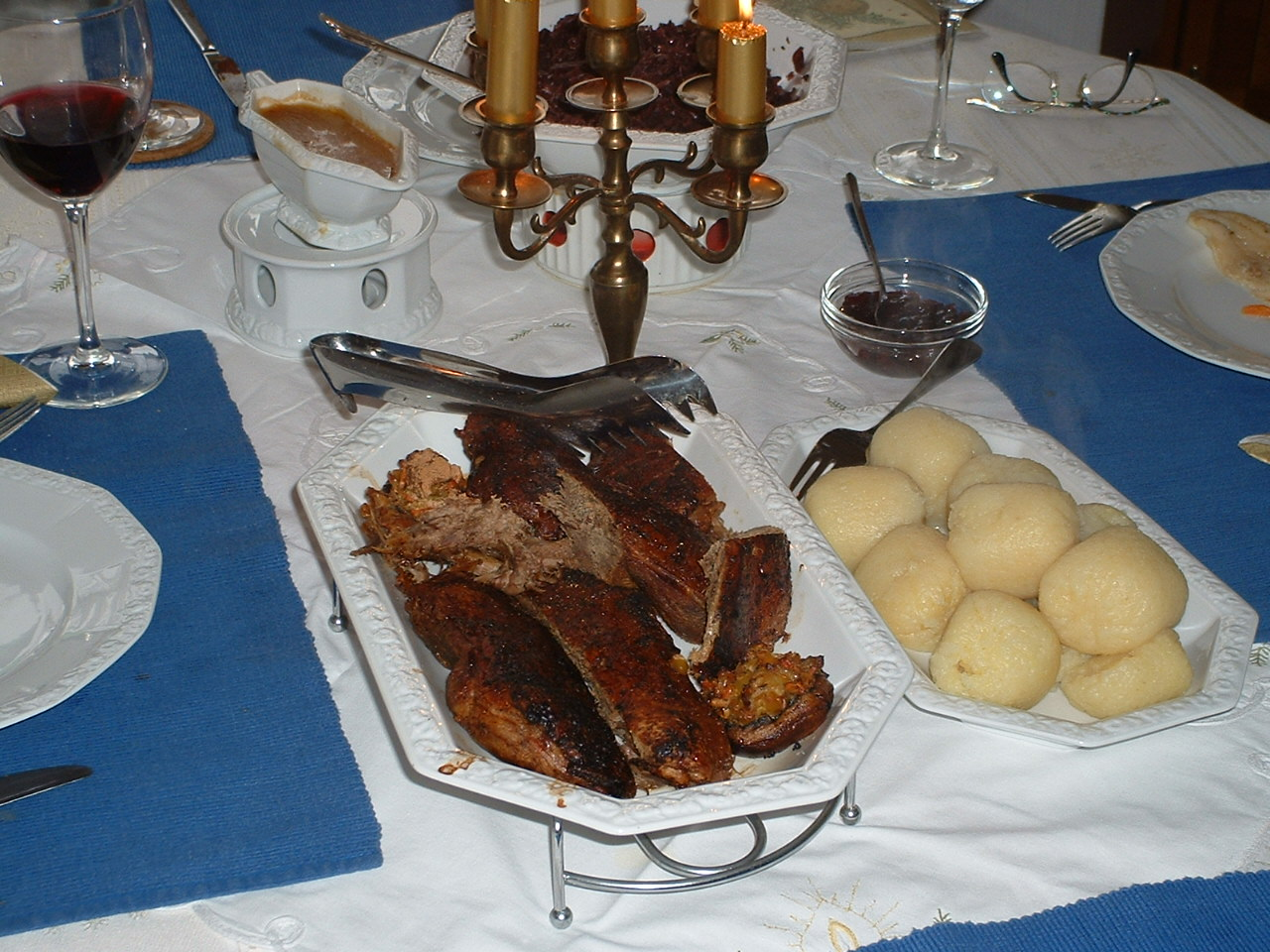
Рождественский гусь с картофельными клёцками и тушёной краснокочанной капустой на немецкий манер

Рождественский гусь — традиционное праздничное блюдо центральноевропейской кухни на Рождество. Обычай приготовления на Рождество гуся уходит корнями в католическую традицию поедания мартинского гуся в День святого Мартина 11 ноября, до начала рождественского поста.
Согласно легенде в Рождество 1588 года английская королева Елизавета I как раз вкушала жареного гуся, когда ей сообщили о разгроме Непобедимой армады Филиппа II Испанского. На радостях она сочла жареного гуся благоприятным знамением и объявила его рождественским блюдом. Позднее обычай распространился на континентальную Европу, хотя в самой Великобритании гуся на рождество уже заменила индейка.
Рождественского гуся чаще всего набивают яблоками, пищевыми каштанами, луком или черносливом. В качестве приправ помимо соли и перца используется полынь и майоран. В Германии рождественского гуся обычно начиняют смесью из крупно порезанных яблок и лука с добавлением лаврового листа, цедры лимона и апельсина и сервируют с тушёной краснокочанной капустой, картофельными клёцками и подливой на основе сока жаркого. В Швеции жареного гуся подают с брюссельской капустой и яблочным муссом.
В Германии раньше было принято покупать осенью домой живого гуся на откорм, чтобы потом забить его к рождественскому столу. Немецкий писатель Фридрих Вольф написал об этом рассказ с хорошим концом «Рождественская гусыня Августа» о купленной отцом семейства рождественской гусыне, названной детьми Августой, по которому в 1964 году в ГДР был снят художественный фильм.